# Valea Crescenta
Valea Crescenta (în engleză Crescenta Valley) este o mică vale interioară din comitatul Los Angeles, California, situată între Munții San Gabriel la nord-est și Munții Verdugo și Dealurile San Rafael la sud-vest. Se deschide în Valea San Fernando la nord-vest și în Valea San Gabriel la sud-est. Este aproape divizat de Verdugo Wash, o vale mai mică care separă Munții Verdugo de Dealurile San Rafael. Cea mai mare parte a văii se află la o altitudine de peste 450 m.

## Comunități
Orașele încorporate, districtele Los Angeles, districtele Glendale și locurile neîncorporate desemnate de recensământ din Valea Crescenta includ:
- Orașul La Cañada Flintridge
- Crescenta Highlands (cunoscut și ca „Glendale Annex”): Orașul Glendale
- La Crescenta-Montrose: comitatul LA neîncorporat
- Montrose: Orașul Glendale
- Sunland: Orașul Los Angeles
- Tujunga: Orașul Los Angeles
- Verdugo City: Orașul Glendale